# Tiszatarján
Tiszatarján is een plaats (község) en gemeente in het Hongaarse comitaat Borsod-Abaúj-Zemplén. Tiszatarján telt 1472 inwoners (2001).